# Carl von Campe
Carl Campe (16 de agosto de 1894 – 8 de setembro de 1977) foi um político alemão do Partido Alemão (DP) e ex-membro do Bundestag alemão.

## Vida
Ele foi membro do Bundestag alemão de 23 de janeiro de 1950, quando sucedeu ao seu falecido amigo de partido, Friedrich Klinge, até 8 de janeiro de 1952. Ele renunciou ao seu mandato para se tornar o primeiro Embaixador da República Federal da Alemanha no Chile.

## Literatura
Herbst, Ludolf; Jahn, Bruno (2002).  Vierhaus, ed. Biographisches Handbuch der Mitglieder des Deutschen Bundestages. 1949–2002 (em alemão). München: De Gruyter - De Gruyter Saur. 1715 páginas. ISBN 978-3-11-184511-1